# Roberto Hernández (athlétisme)
Pour les articles homonymes, voir Roberto Hernández.
Roberto Hernández Prendes (né le 6 mars 1967 à Limonar et mort le 5 juillet 2021 à La Havane) est un athlète cubain spécialiste du 400 mètres.

## Carrière

### Palmarès
| Date                                      | Compétition                    | Lieu         | Résultat | Épreuve               | Performance   |
| ----------------------------------------- | ------------------------------ | ------------ | -------- | --------------------- | ------------- |
| 1985                                      | Championnats AcC               | Nassau       | 1er      | 400 mètres            | 45 s 34       |
| 1985                                      | Championnats AcC               | Nassau       | 1er      | Relais 4 × 400 mètres | 3 min 03 s 38 |
| 1985                                      | Universiade d'été              | Kōbe         | 2e       | 400 mètres            | 45 s 51       |
| 1985                                      | Universiade d'été              | Kōbe         | 1er      | Relais 4 × 400 mètres | 3 min 02 s 20 |
| 1986                                      | Championnats Ibéro-américains  | La Havane    | 2e       | 400 mètres            | 46 s 03       |
| 1986                                      | Championnats Ibéro-américains  | La Havane    | 2e       | Relais 4 × 400 mètres | 3 min 09 s 09 |
| 1986                                      | Championnats du monde junior   | Athènes      | 2e       | 400 mètres            | 45 s 64       |
| 1986                                      | Championnats du monde junior   | Athènes      | 1er      | Relais 4 × 400 mètres | 3 min 04 s 22 |
| 1987                                      | Championnats du monde en salle | Indianapolis | 2e       | 400 mètres            | 46 s 09       |
| 1987                                      | Jeux panaméricains             | Indianapolis | 3e       | 400 mètres            | 45 s 13       |
| 1987                                      | Jeux panaméricains             | Indianapolis | 2e       | Relais 4 × 400 mètres | 2 min 59 s 72 |
| 1987                                      | Championnats du monde          | Rome         | 4e       | 400 mètres            | 44 s 99       |
| 1987                                      | Championnats du monde          | Rome         | 3e       | Relais 4 × 400 mètres | 2 min 59 s 16 |
| 1988                                      | Championnats Ibéro-américains  | Mexico       | 3e       | 200 mètres            | 20 s 24       |
| 1988                                      | Championnats Ibéro-américains  | Mexico       | 1er      | 400 mètres            | 44 s 44       |
| 1988                                      | Championnats Ibéro-américains  | Mexico       | 1er      | Relais 4 × 400 mètres | 2 min 59 s 71 |
| 1989                                      | Championnats AcC               | San Juan     | 1er      | 400 mètres            | 44 s 84       |
| 1989                                      | Championnats AcC               | San Juan     | 1er      | Relais 4 × 400 mètres | 3 min 04 s 90 |
| 1989                                      | Universiade d'été              | Duisbourg    | 1er      | 400 mètres            | 45 s 42       |
| 1989                                      | Coupe du monde des nations     | Barcelone    | 1er      | 400 mètres            | 44 s 58       |
| 1989                                      | Coupe du monde des nations     | Barcelone    | 1er      | 4 × 400 m             | 3 min 00 s 65 |
| 1990                                      | Jeux AcC                       | Mexico       | 1er      | 200 mètres            | 20 s 72       |
| 1990                                      | Jeux AcC                       | Mexico       | 1er      | 400 mètres            | 44 s 84       |
| 1990                                      | Jeux AcC                       | Mexico       | 3e       | Relais 4 × 400 mètres | 3 min 06 s 17 |
| 1991                                      | Jeux panaméricains             | La Havane    | 1er      | 400 mètres            | 44 s 52       |
| 1991                                      | Jeux panaméricains             | La Havane    | 1er      | Relais 4 × 400 mètres | 3 min 01 s 93 |
| 1991                                      | Championnats du monde          | Tokyo        | 4e       | 400 mètres            | 44 s 86       |
| 1992                                      | Championnats Ibéro-américains  | Huelva       | 1er      | Relais 4 × 400 mètres | 3 min 01 s 58 |
| 1992                                      | Jeux olympiques d'été          | Barcelone    | 5e       | 400 mètres            | 44 s 52       |
| 1992                                      | Jeux olympiques d'été          | Barcelone    | 2e       | Relais 4 × 400 mètres | 2 min 59 s 51 |
| AcC : d'Amérique centrale et des Caraïbes |                                |              |          |                       |               |

### Records
| Épreuve    | Performance | Lieu    | Date        |
| ---------- | ----------- | ------- | ----------- |
| 200 mètres | 20 s 24     | Mexico  | 1988        |
| 400 mètres | 44 s 14     | Séville | 30 mai 1990 |